# Menceyato de Daute
El menceyato de Daute era el más occidental de los nueve menceyatos en que los guanches tenían dividida la isla de Tenerife, Canarias, en la época de la conquista por parte de la Corona de Castilla, en el siglo xv.

## Toponimia
El término Daute es de procedencia guanche, apareciendo en la documentación de la época de la colonización también con las variantes Dabte, Davte y Daote.

## Características
Se situaba en el extremo noroccidental de Tenerife, abarcando todo el macizo de Teno y la Isla Baja, correspondiéndose con la superficie de los modernos municipios de Buenavista del Norte y Los Silos, así como parte de Garachico y el área de Santiago del Teide inmersa en Teno. Ocupaba una superficie habitada de aproximadamente 140 km².
Limitaba con el menceyato de Adeje al sur y con el de Icod al este. Los límites con el primero se extendían por las estribaciones meridionales del macizo de Teno hasta la Cumbre de Erjos, mientras que con el de Icod quedaba separado por una línea que, partiendo de San Pedro de Daute, seguía aproximadamente por el moderno límite entre los términos municipales de Los Silos y El Tanque hasta la misma Cumbre de Erjos.
Los asentamientos humanos más importantes se localizaban en torno a los modernos núcleos de Los Carrizales, Teno Alto y El Palmar.
Investigaciones recientes proponen que la población de Daute en el momento de la conquista ascendería a 1.500 habitantes, con una esperanza de vida al nacimiento de 32 años.
Para Juan Bethencourt Alfonso, la capital de Daute se ubicaba en las proximidades del barranco de Sibora, en Los Silos.

### El bando de Teno
Para el poeta-historiador Antonio de Viana la región de Teno constituía otro menceyato diferente al de Daute. Para Bethencourt Alfonso, Teno poseía cierta independencia, aunque formaba parte de Daute como «señorío» o achimenceyato.

## Menceyes
Los menceyes que se sepa que existieron, fueron, Caconaimo, primer soberano del menceyato, y Romen, que gobernaba cuando la conquista.
Para Viana, además de Romen de Daute, gobernaba en Teno Guantacara en tiempos de la conquista.

## Historia
El menceyato surge como tal a finales del siglo xiv tras la división de la isla en nueve bandos a la muerte o vejez del último mencey único de Tenerife,Tinerfe.
En 1464, el mencey de Daute está presente durante la simbólica toma de posesión de la isla por Diego García de Herrera.
En 1488 según la leyenda de las coplas de Hupalupa, después de la rebelión de los gomeros, Yballa y Hautacuperche llegan a una cueva en este menceyato, poco después llega un pastor que los recoge y vivieron muchos años.[cita requerida]
En 1494, tras el desembarco de Alonso Fernández de Lugo y las tropas conquistadoras, Daute formó parte de los denominados bandos de guerra, al oponerse a la invasión castellana.
Finalmente, en mayo de 1496 el mencey de Daute, junto con el resto de menceyes, rinde su territorio a los conquistadores en el acto de sumisión conocido como Paz de Los Realejos. En verano de ese año se llevarían a cabo campañas de pacificación tanto en Daute como en Icod y Abona. También se incrementaron las razias en Daute y en el resto de bandos de guerra.